# Malongen

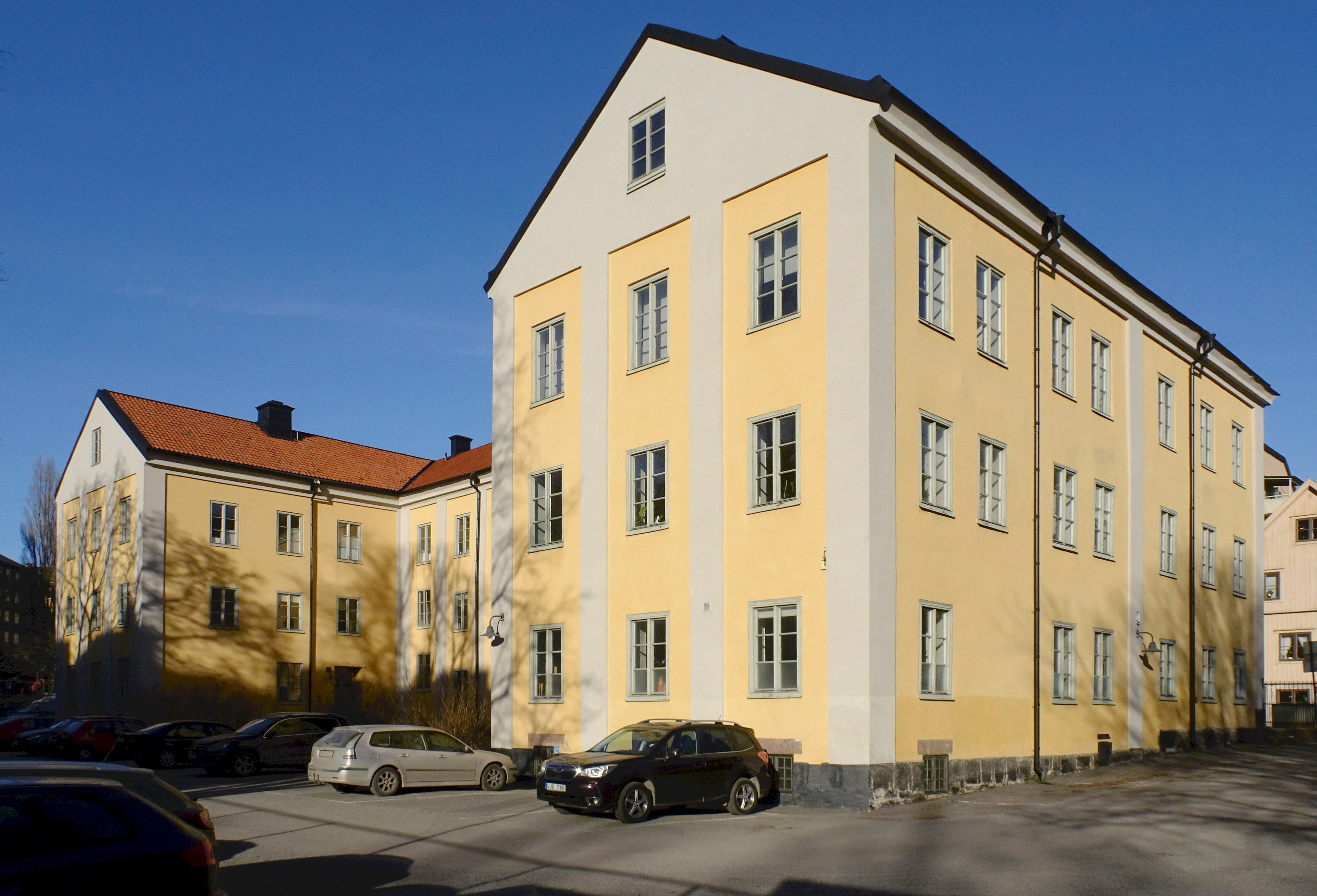
Malongen från syd, februari 2017.

Malongen är en kulturhistoriskt värdefull byggnad i kvarteret Bondesonen större vid Nytorget 15 på Södermalm i Stockholm. Huset är en av Stockholms äldsta bevarade industribyggnader, uppförd under andra hälften av 1600-talet. Fastigheten ägs av AB Stadsholmen och är blåmärkt av Stadsmuseet i Stockholm, vilket innebär "att bebyggelsen bedöms ha synnerligen höga kulturhistoriska värden". Malongen har använts som fabrik, sjukhus, nödbostäder och folkskola. Idag finns här konstnärsateljéer. Huset beskrivs av bland andra Per Anders Fogelström i Mina drömmars stad.

## Väveri

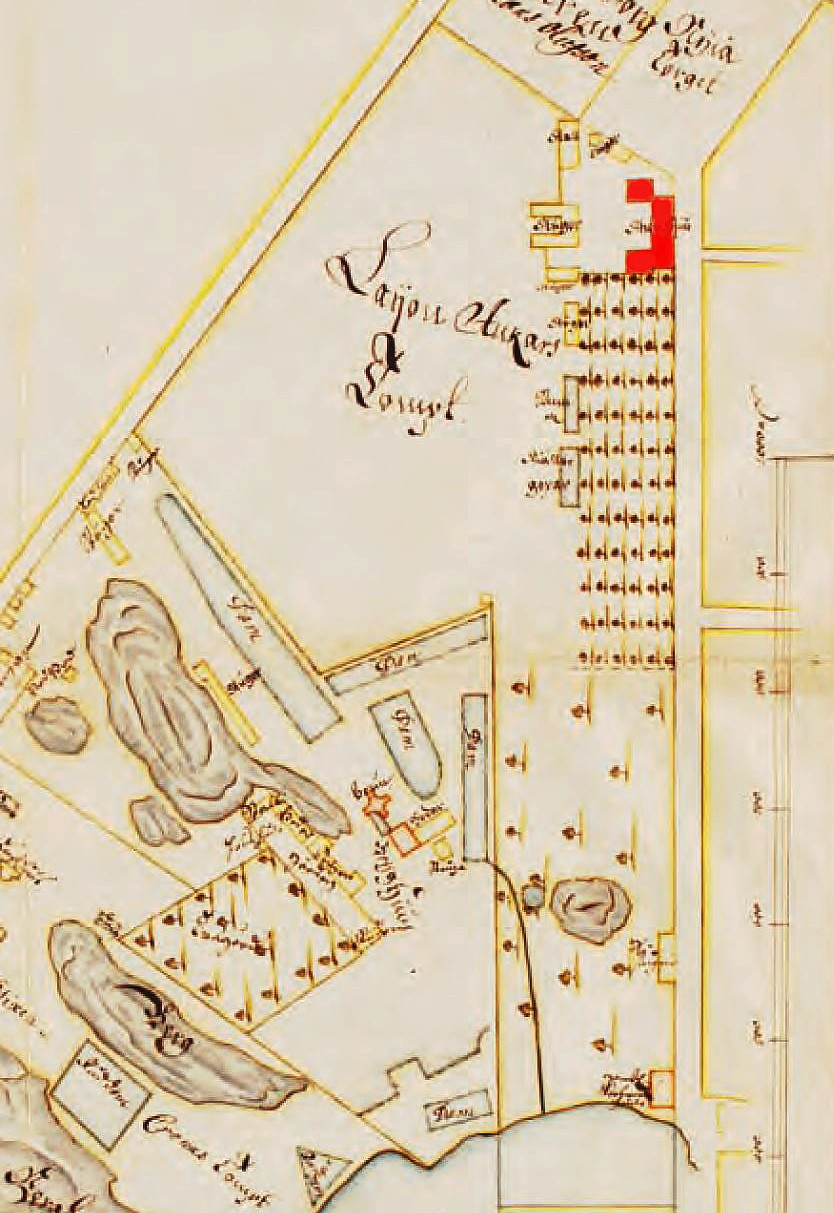
Leijonanckers tomt med markerade byggnader (huvudbyggnaden är rött).

På 1660-talet fick skotten Daniel Young (adlad Leijonancker) tillsammans med rådmannen Hans Olofsson tillstånd att bedriva ett linneväveri. Deras fabrik utvecklade sig snart till en omfattande manufaktur med omkring 1200 anställda och 55 vävstolar. Företaget hade kontrakt på att leverera kläder till armén och hovstaten. Till uppdragsgivarna hörde även Danviks hospital, vars barn kunde sättas in som tvångsarbetare i den Leijonanckerska fabriken. Omkring 1680 uppfördes en huvudbyggnad med två flyglar, det är den byggnaden som fortfarande står kvar. Till tomten hörde trädgårdar och tobaksodlingar.
I trakten fanns redan en yllemanufaktur som drevs av Jacob Gavelius och när Leijonancker avled 1688 övertog han verksamheten från sin värsta konkurrent. Leijonanckers fabrik blev sedan en del av Barnängens manufaktur som drevs i flera generationer av Gavelius arvingar. Man tillverkade bland annat fina, tunna ylletyger av skotsk ull under ledning av engelsmannen John P. Smith. 
Mellan 1724 och 1761 var Riddarhuset till en början delägare och sedan huvudägare i verksamheten. År 1741 övertogs driften av tysken Johan Christian Madelung (eller Madelon) och Petter Lambert de la Haij från Aachen. När Madelung blev ensam arrendator började man kalla stenhuset Malongen. Madelung lät reparera anläggningen som i brandförsäkringen beskrivs som ett stenhus, två våningar högt med två flyglar inåt gården. I bottenvåningen fanns 12 rum, i den övre våningen åtta rum. Under den södra flygeln fanns en välvd källare.
Nästa arrendator var bröderna Carl och Hans Apiarie som 1762 förvärvade Barnängens fabriker från Riddarhuset och de andra delägarna. Även de lät reparera huset och uppföra en tillbyggnad mot norr, varvid Malongen fick dagens utseende med undantag för ett extra våningsplan som påfördes på 1860-talets slut. 1788 fanns 133 arbetare vid fabriken varav ungefär en fjärdedel var barn.

## Sjukhus och fattighus

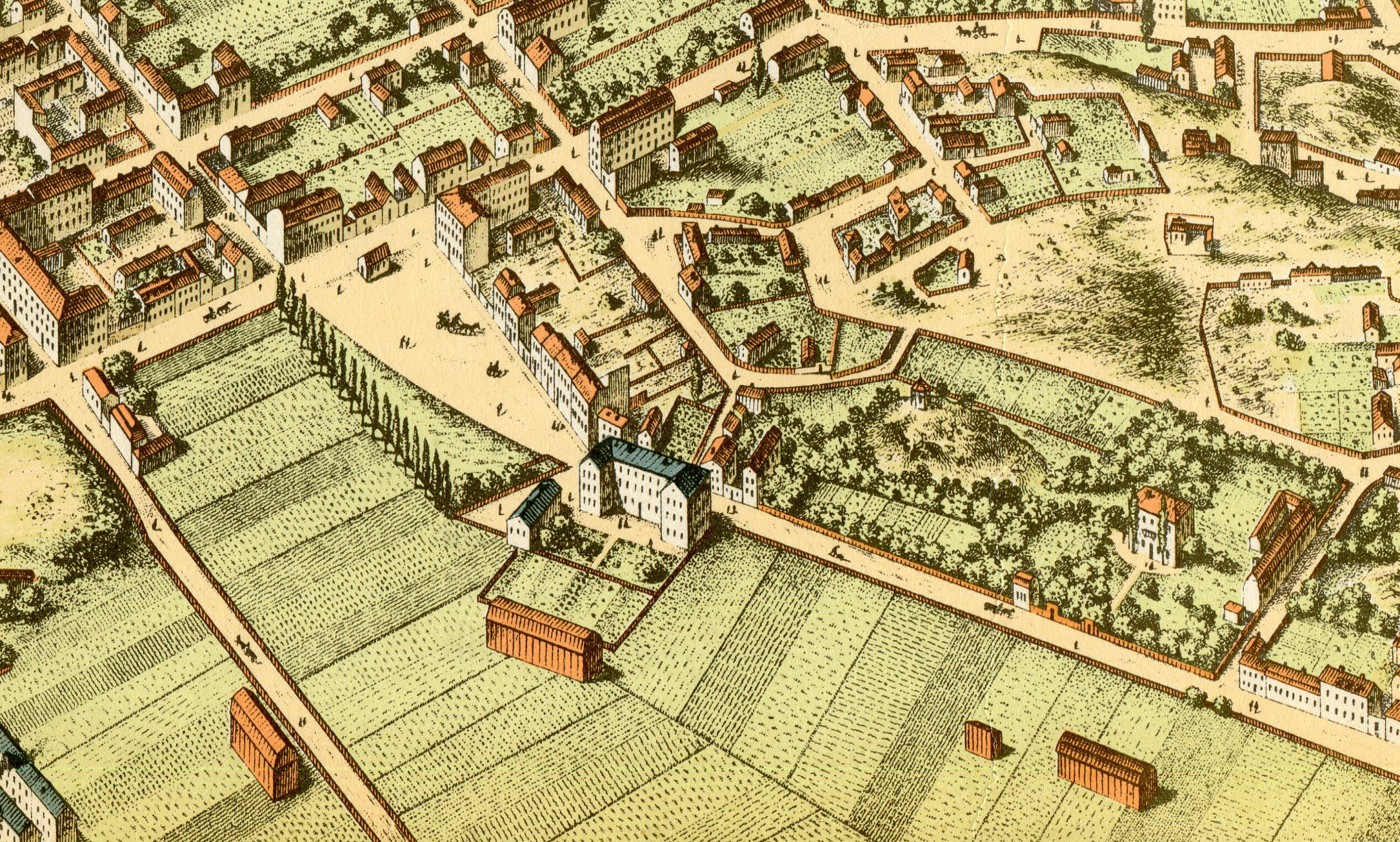
Malongen på Heinrich Neuhaus panorama 1870.

Efter Gustav III:s ryska krig 1788-1790 anmodades Carl Apiarie att inrätta ett sjukhus i fabrikens lokaler och fabriksarbetarna fick vara sjukvårdare. Några blev själva sjuka och dog. Det var enligt Apiarie början till slutet som ledde till konkurs 1805.
Malongen köptes på auktion 1805 av stadsmajoren och klädesfabrikören Johan Peter Gladberg. Tygtillverkningen flyttades till Barnängens fabriker och Leijonanckers gamla fabrik hyrdes ut som försörjningsinrättning till fattigvården och till bostäder, som hyrdes av bland annat en sidenfabrikör och flera sidengesäller. 1820 lät Gladbergs änka renovera byggnaden.

## Folkskola

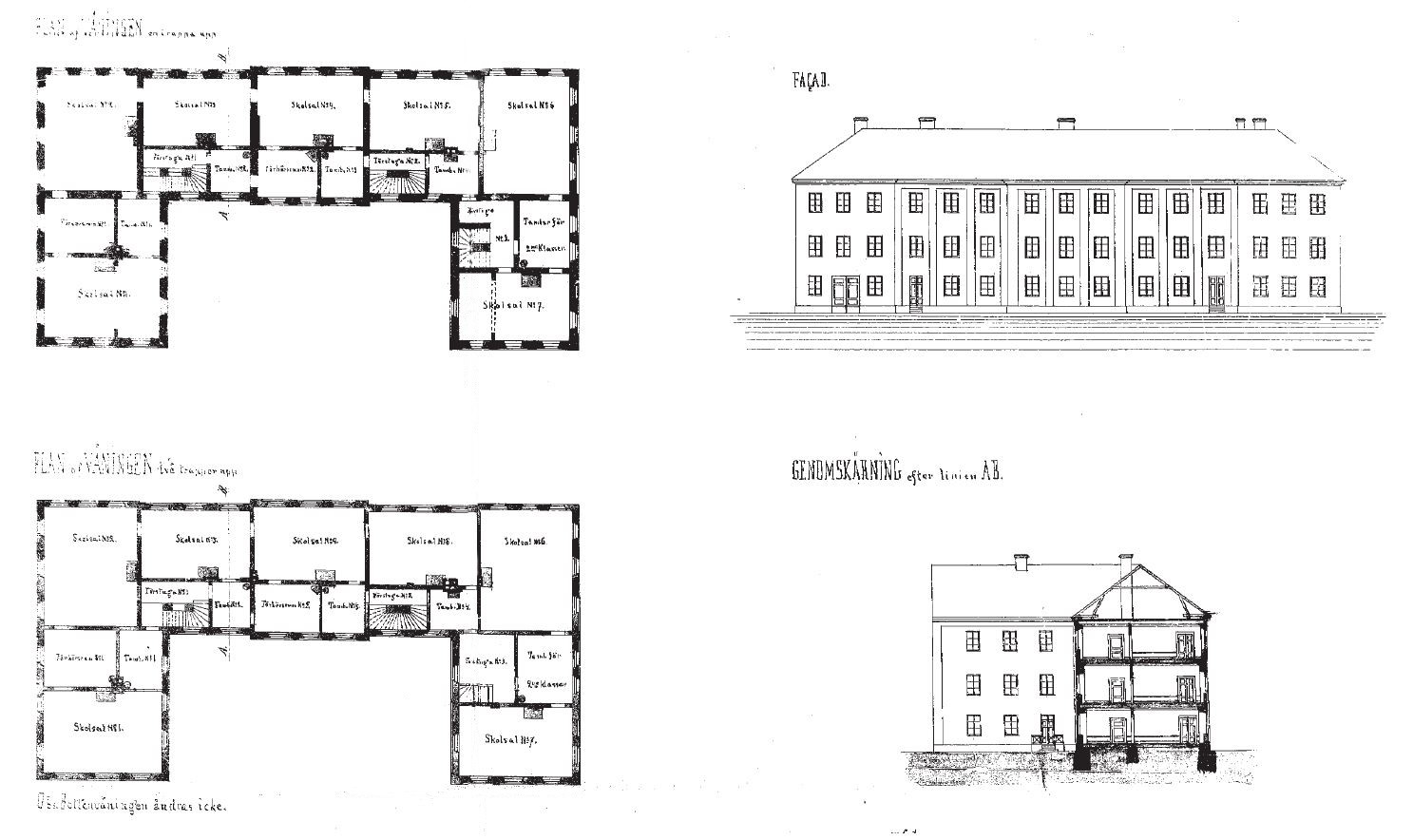
Ombyggnadsritning från 1867.

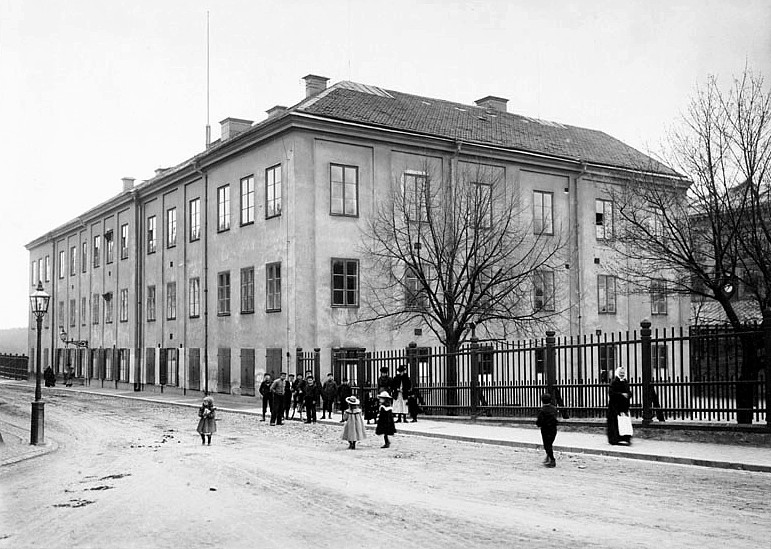
Annex till Katarina södra folkskola, 1902.

År 1867 inköptes Malongska huset av Stockholms stad som hade beslutat att låta genomföra en ombyggnad till folkskola som fick namnet Katarina södra folkskola. Det blev då Södermalms första allmänna skola. I samband med denna ombyggnad fick Malongen dagens form och volym. Huset hade dock, trots ombyggnad, fortfarande fabrikskaraktär. På vintern var det kallt i klassrummen och eleverna fick sitta med ytterkläderna på. I klassrummen trängdes upp till 55 flickor eller pojkar (undervisningen var skild).
År 1898 utfördes ytterligare en ombyggnad där bland annat gymnastiksalen utvidgas. Under tiden hade en helt ny och större skolbyggnad strax söder om Malongen tillkommit.  Det är dagens Katarina södra skola ritad av arkitekt Wilhelm Bergström och invigd 1888. Även fortsättningsvis låg gymnastik- och slöjdsalen kvar i den gamla fabriksbyggnaden. I början av 1930-talet drogs elektricitet, gas, vatten och avlopp in i huset, centralvärme installerades och kakelugnarna revs ut.

## Ateljéer

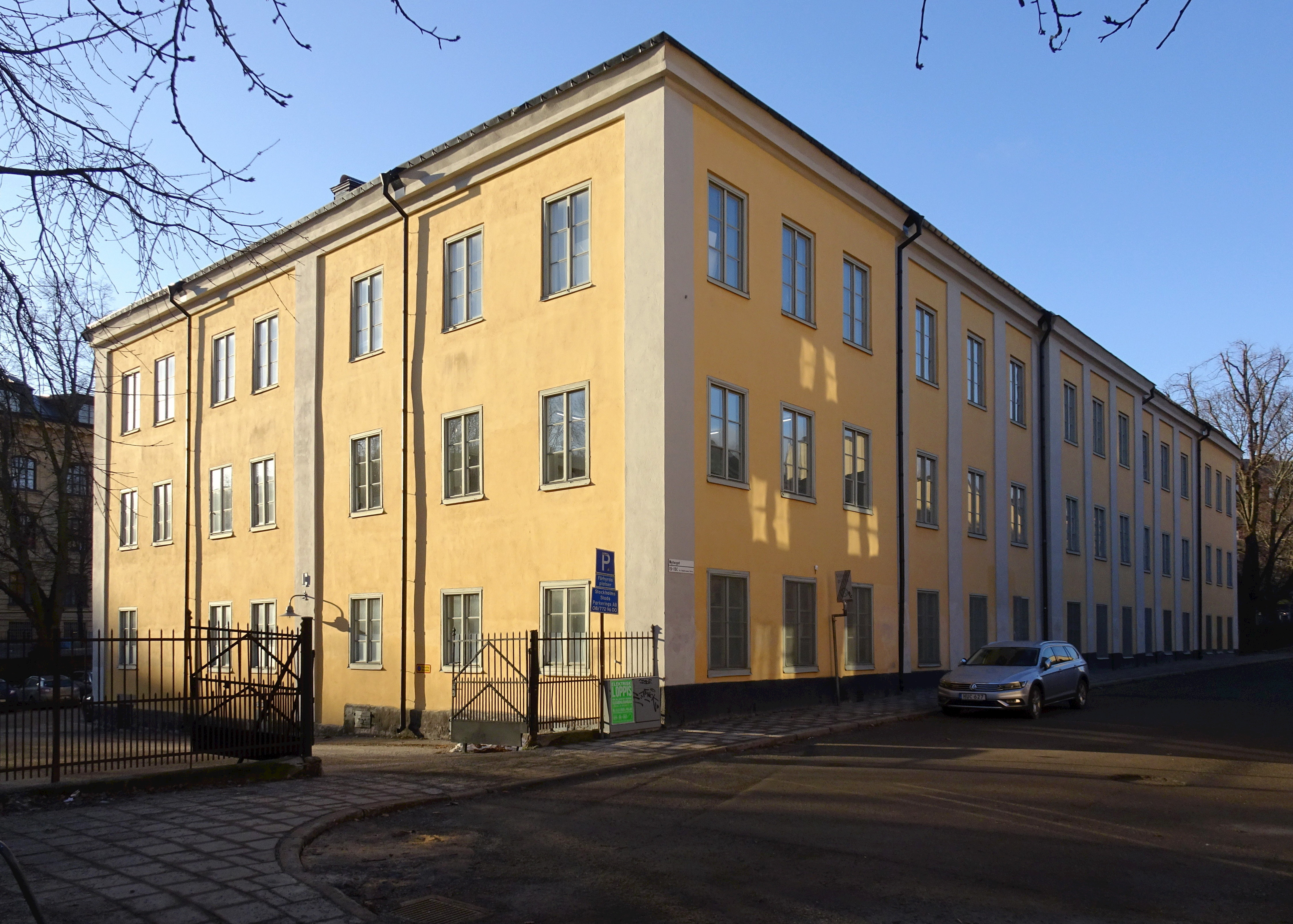
Fasaderna mot öster, 2017.

På 1960-talet bestämde staden att byggnaden skulle nyttjas som konstnärsateljéer. Malongen renoverades ytterligare en gång. Bland annat installerades toaletter, några dörröppningar togs upp och andra sattes igen. Frånsett vanliga underhållsarbeten har sedan dess enbart mindre förändringar genomförts. Idag inrymmer Malongen 22 konstnärsateljéer samt en lägenhet. Huset ägs och hyrs ut av kommunägda AB Stadsholmen till konstnärer i Ateljéföreningen Malongen som tillhör Stockholms Ateljéhus.

## Fotnoter
1. ↑  Stadsmuseets interaktiva karta för kulturmärkning av byggnader i Stockholm.
2. ↑  “Om tillståndet af Commissarien Dan. Lejonankars klädesfabrik i Stockholm undersökte Comm. Collegium 1669.” (Ur Stockholms Stads Historia från stadens anläggning till närwarande tid, utgiven av Nils Lundequist på Zacharias Hæggströms förlag)